# Yizhu (Chiayi)
Yizhu (chinesisch 義竹鄉, Pinyin Yìzhú Xiāng) ist eine Landgemeinde (鄉,  Xiang) im Landkreis Chiayi der Republik China auf Taiwan.

## Lage
Yizhu liegt im Südwesten des Landkreises Chiayi in der Jianan-Ebene. Die südliche Begrenzung zum Stadtgebiet von Tainan wird im Wesentlichen vom Fluss Bazhangxi (八掌溪) gebildet. Die Nachbargemeinden sind Budai im Westen, Puzi im Norden, Lucao im Nordosten, sowie die Tainaner Stadtbezirke Houbi im Osten, Yanshui im Südosten, Xuejia im Süden und Beimen im Südwesten. Das Klima in Yizhu ist gemäßigt warm mit einer Jahresmitteltemperatur von 24,6 °C (minimal 16,2 °C im Januar, maximal 31,2 °C im Juli). Der Jahresniederschlag liegt bei 1636 mm und konzentriert sich in der Regenzeit in den Monaten März/April bis August/September. In den drei Monaten Juni bis Augst fallen bedingt durch den Südwest-Monsun 60 % des Jahresniederschlags. Die Wintermonate sind dementsprechend trocken.

## Geschichte
Ab dem 17. und 18. Jahrhundert wurde die Gegend von Yizhu allmählich von Einwanderern, die vom chinesischen Festland kamen, besiedelt. Die austronesische Urbevölkerung wurde entweder assimiliert, oder weiter nach Osten ins Landesinnere abgedrängt.
Zur Herkunft des Ortsnamens gibt es verschiedene Vermutungen. Der Name soll sich von einer Bambussorte 二竹圍,  Èr zhúwéi ableiten. Da 二,  Èr auf Hokkien wie jī ausgesprochen wird, sei es zu dem Ortsnamen gekommen. Eine andere legendenhafte Erklärung des Namens geht auf den japanisch-chinesischen Krieg von 1895 zurück. Der japanische Kommandeur Kitashirakawa Yoshihisa soll während der japanischen Invasion Taiwans bei dem heutigen Yizhu durch eine Messerattacke eines taiwanischen Kämpfers tödlich verletzt worden sein (tatsächlich starb er während des Feldzuges – nach offiziellen Berichten allerdings an der Malaria oder einer Lungenentzündung). Die Japaner hätten daraufhin die umliegenden Siedlungen verwüstet und zahlreiche Bewohner und Kämpfer getötet. Die Siedlung soll sich zum Gedenken an deren „gerechte Taten“ (義,  Yì – „Rechtschaffenheit“) daraufhin in Yizhu umbenannt haben.
Während der Zeit der japanischen Herrschaft (1895–1945) erfolgten verschiedene Verwaltungsreformen, die Yizhu am 1. Oktober 1920 zu einem Dorf (庄, chin. Zhuāng, japan. Shō) im Kreis (郡, chin. Jùn, japan. Gun) Dongshi in der Präfektur Tainan machten. Nach der Übertragung Taiwans an die Republik China 1945 wurde Yizhu am 18. Januar 1946 zu einer Landgemeinde (鄉,  Xiang), zunächst im Landkreis Tainan und ab dem  25. Oktober 1950 im neu gebildeten Landkreis Chiayi.
In früheren Zeiten (mit Höhepunkt in den 1950er und 1960er Jahren) war Yizhu zusammen mit den angrenzenden Bezirken/Gemeinden Xuejia, Beimen und Budai eines der Endemiegebiete der sogenannten „Schwarzfuß-Krankheit“ (Blackfoot disease), einer chronischen Arsenvergiftung, die durch die Nutzung von Grundwasser aus tiefen Brunnen zustande kam. Die Erkrankung verschwand nach Einrichtung einer zentralen Wasserversorgung ab den 1960er Jahren.

## Bevölkerung
Die große Mehrheit der Bevölkerung sind Hoklo (Minnan-Sprecher). Angehörige indigener Völker machen nur einen sehr geringen Prozentsatz aus (Ende 2018 32 Personen, 0,2 %).
| Gliederung von Yizhu |
|                      |

## Verwaltungsgliederung
Yizhu ist in 22 Dörfer (村,  Cūn) eingeteilt:
1 Renli (仁里村)

2 Liugui (六桂村)

3 Yizhu (義竹村)

4 Anjiao (岸腳村)

5 Wucuo (五厝村)

6 Zhongping (中平村)

7 Xizhou (溪洲村)

8 Dongrong (東榮村)

9 Dongguang (東光村)

10 Chuanfang (傳芳村)

11 Piqian (埤前村)

12 Longjiao (龍蛟村)

13 Pingxi (平溪村)

14 Houzhen (後鎮村)

15 Beihua (北華村)

16 Xindian (新店村)

17 Guanshun (官順村)

18 Guanhe (官和村)

19 Xiguo (西過村)

20 Dongguo (東過村)

21 Xinfu (新富村)

22 Touzhu (頭竹村)

## Landwirtschaft
Von den 79,3 km² Gemeindefläche werden etwa 46,6 km² landwirtschaftlich genutzt. Davon sind etwa 36 km² Nassreisfelder und der Rest Trockenanbauflächen. Der östliche Teil von Yizhu besteht aus fruchtbarem Schwemmland (Alluvialboden) während der westliche Teil aus ehemaligem Marschland bzw. aus dem Meer gewonnenem Land besteht, das einem hohen Salzgehalt aufweist. Die landwirtschaftliche Nutzung findet daher ganz überwiegend im Ostteil statt, während im westlichen Teil vorwiegend Aquakultur betrieben wird. Die Fischteiche nehmen zusammengenommen etwa 17 km² Fläche ein. Es werden überwiegend Flussbarsch, Milchfisch, Tilapia, Aale, Großkopfmeeräsche, „Weißgarnelen“ (Litopenaeus vannamei), Graskarpfen und Goldfisch gezüchtet. Neben Reis werden Sorghumhirse, Mais, Maulbeerbäume, Gurken, Paprika, Bittermelonen, Tomaten, Wassermelonen, Pampelmusen, Zuckerrohr, Zuckermais, Mangos, u. a. m. kultiviert. An Haustieren werden vor allem Geflügel und Schweine gehalten. Im Dorf Xinfu und in anderen Dörfern werden seit mehr als 30 Jahren Krokodilfarmen betrieben.

## Verkehr
Größte Straße ist die am Ostrand das Gemeindegebiet in Nord-Süd-Richtung durchquerende Provinzstraße 19. Daneben gibt es zwei Kreisstraßen: die parallel zum Flusslauf des Bazhangxi an der Südgrenze entlang laufende Kreisstraße 163 und die Kreisstraße 172, die Yiuhu von Nordwesten nach Südosten durchzieht.

## Besonderheiten
Die kleine presbyterianische Donghouliao-Kirche (東後寮教會,  Dōng hòu liáo jiàohuì ) aus dem Jahr 1926/27 im Dorf Pingxi steht heute unter Denkmalschutz, ist aber immer noch in Gebrauch. Das ebenfalls in Pinxi gelegene alte Haus von Weng Qingjiang (翁清江的古宅,  Wēng qīngjiāng de gǔ zhái ) wurde in den Jahren 1908 bis 1912 erbaut und weist auch in der Inneneinrichtung eine charakteristische Stilmischung aus Minnan-Stil, japanischem Stil und westlichem Stil auf. In Yizhu sind noch die Überreste der alten Zuckerbahn mit kleinem Bahnhofsgebäude (義竹車站,  Yìzhú chēzhàn ) zu besichtigen.

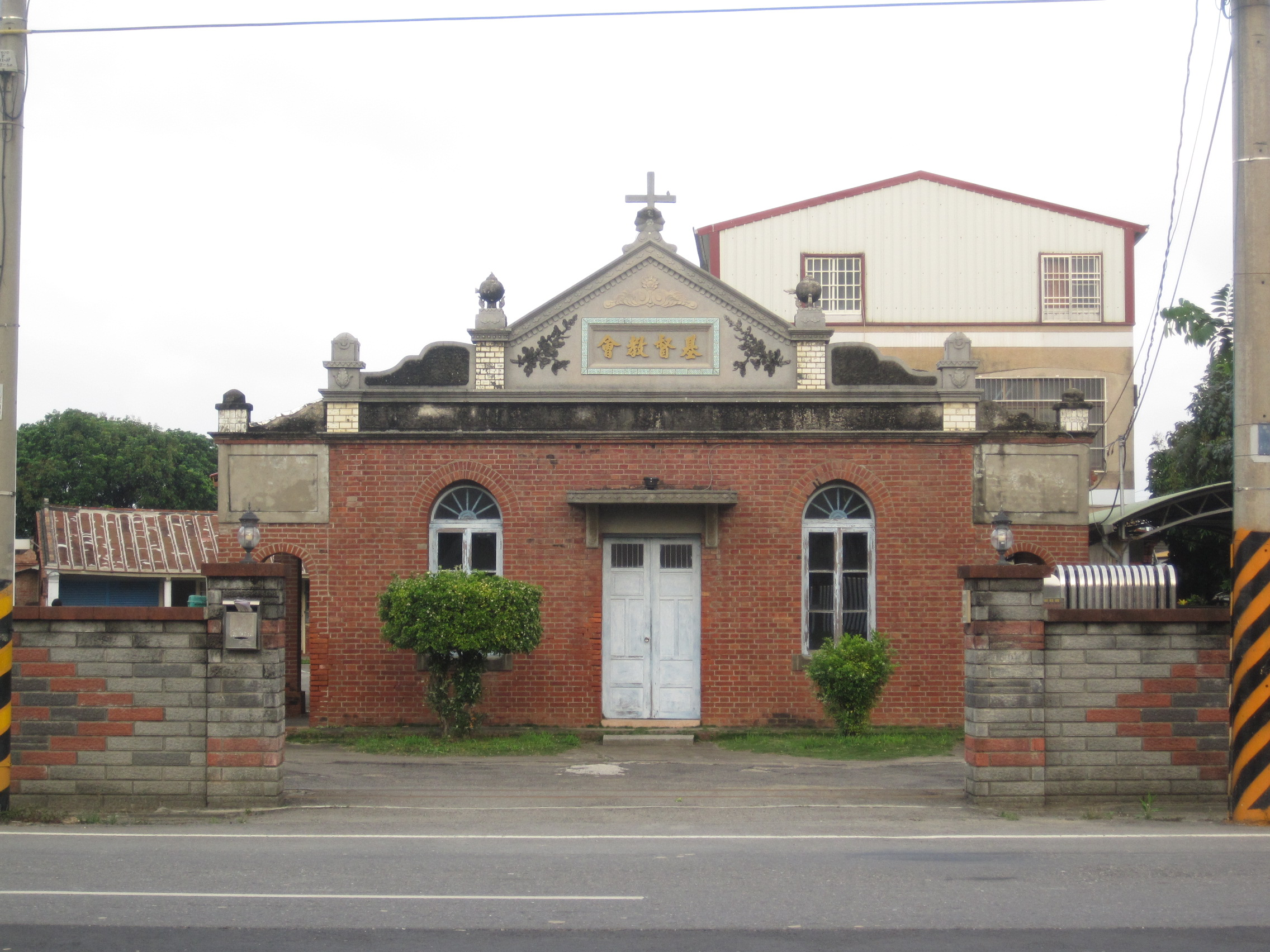
Donghouliao-Kirche
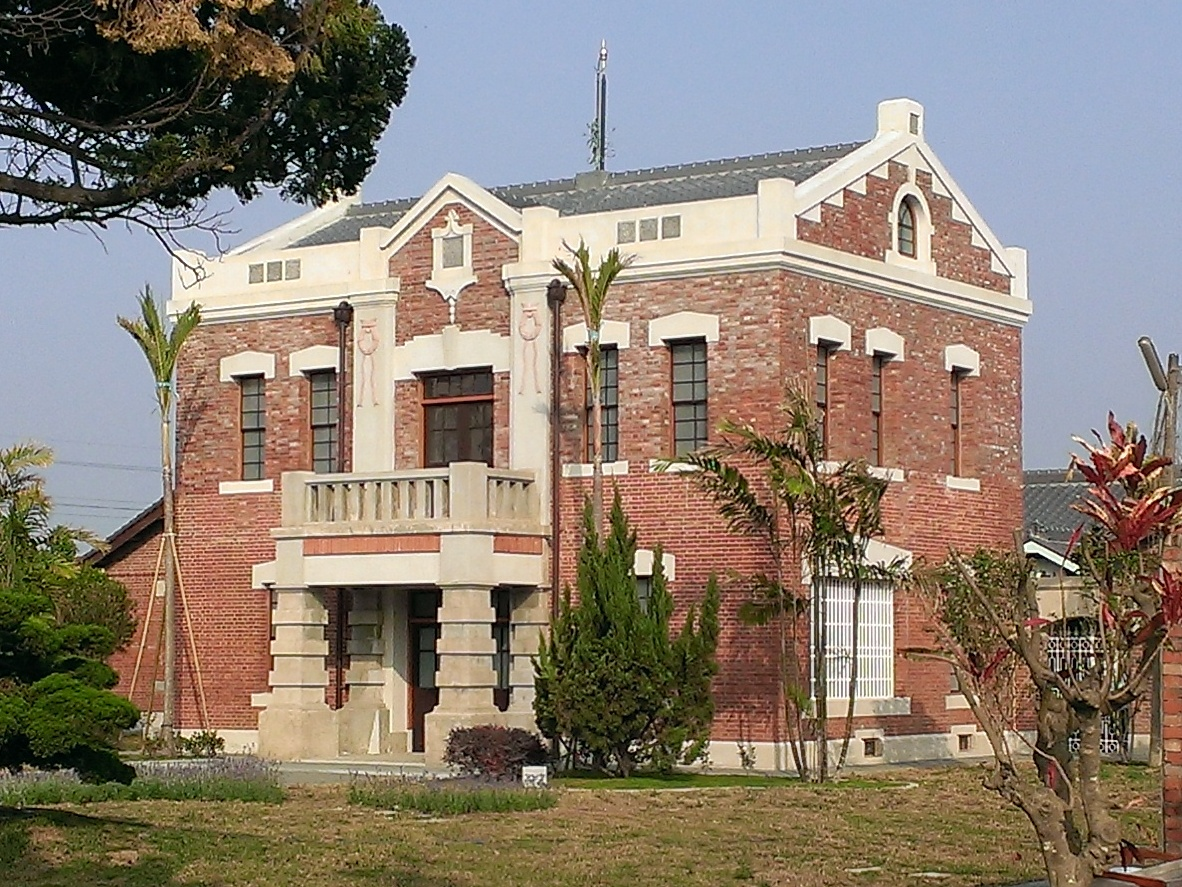
Eingangsgebäude des alten Hauses von Weng Qingjiang
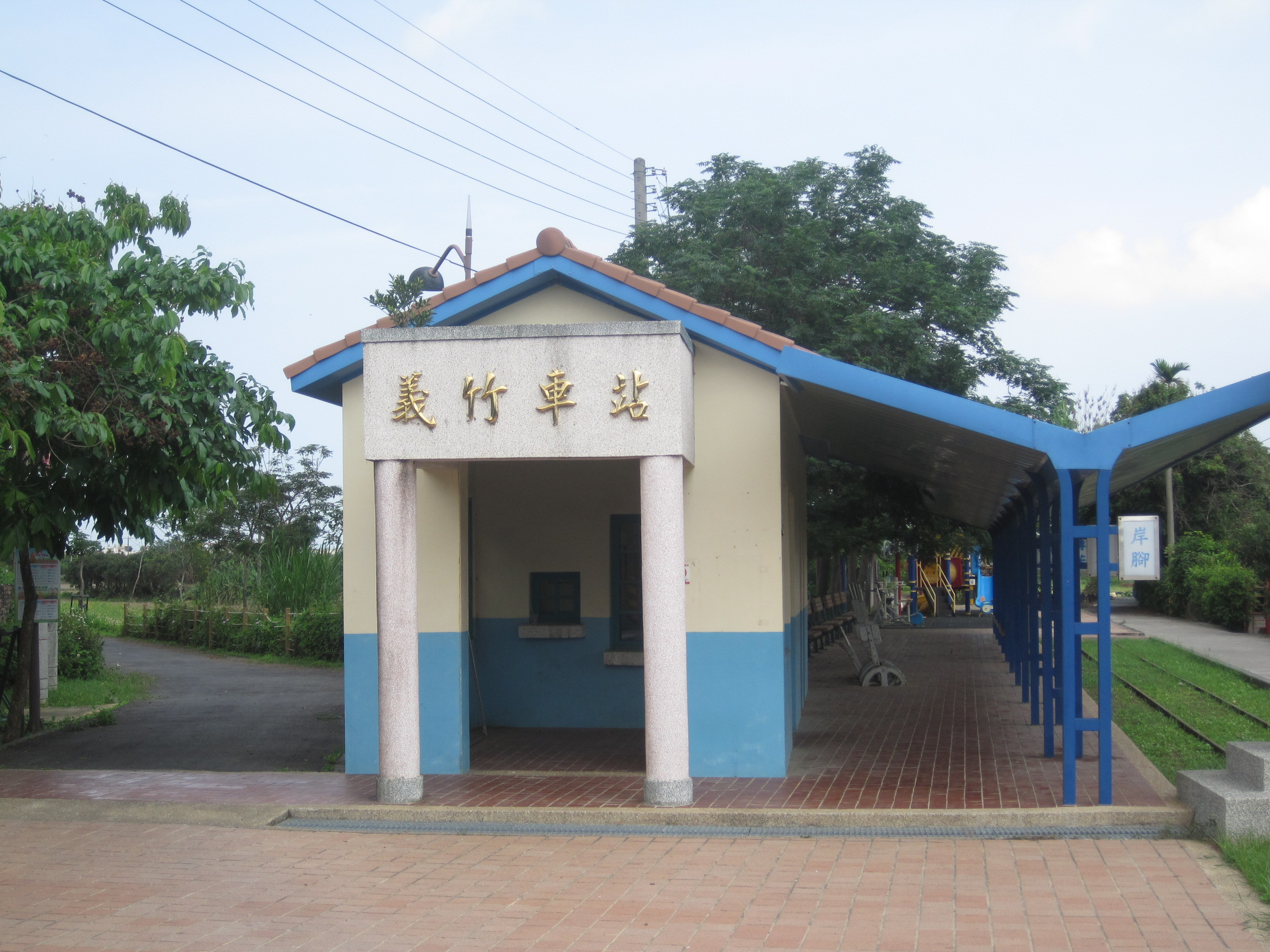
Bahnhofsgebäude der ehemaligen Zuckerbahn